# شیخ انوار الحق
شیخ انوار الحق (انگلیسی: Sheikh Anwarul Haq; ۱۱ مهٔ ۱۹۱۷ – ۳ مارس ۱۹۹۵) قاضی و حقوقدان اهل پاکستان بود.
وی از آوریل تا مه ۱۹۷۸ کفیل ریاست جمهوری پاکستان بود، انوار الحق همچنین از سال ۱۹۷۷ تا ۱۹۸۱ قاضی ارشد پاکستان نیز بوده.